# Departamento Lavalleja
Lavalleja ist ein Departamento in Uruguay.

## Geographie

### Lage und Landschaftsbild
Das eine Flächenausdehnung von 10.016 km² aufweisende Departamento liegt im zentralen Osten des Landes. Es ist gekennzeichnet durch eine bewaldete Hügellandschaft mit niedrigen Gebirgszügen, wie der Sierra de las Ánimas. Im Nordwesten befindet sich die Cuchilla Grande, die wichtigste Hügelkette Uruguays.

### Siedlungsstruktur
Seine Hauptstadt Minas hat 38.446 Einwohner (Stand: 2011) und konzentriert über 60 % der Einwohner des Departamentos. Wenn man die Stadt Minas verlässt und der Ruta 8 folgt, stößt man bei Kilometer 145 auf den Eingang zu Villa Serrana. Dieser Ort wurde in der Mitte des 19. Jahrhunderts gegründet und befindet sich mitten in einem tausendjährigen Wald, wodurch der Ort einen außergewöhnlichen landschaftlichen Rahmen besitzt. Weitere Städte des Departamentos sind beispielsweise José Pedro Varela, Solís de Mataojo, José Batlle y Ordóñez und Mariscala.

### Bodenschätze
Auf dem Departamentogebiet sind bei Polanco Marmor-Vorkommen vorhanden. Weitere Bodenschätze befinden sich bei Barriga Negra (Dolomit), bei Minas (Baryt, Gold), bei La Mariscala (Erdöl) und 15 Kilometer westlich von Mariscala beim Arroyo Tapes (Talk und Speckstein), bei Kilometerpunkt 115 der Ruta 8 (Kalkstein), in der Mina Valencia (Dolomit, Blei und Zink), in der Mina de Ramallo-Reus (Blei, Zink) und in der Mina Euritinia (Kupfer).

## Geschichte
Die Provinz wurde 1837 mit dem Namen Minas gegründet und umfasste damals noch Teile von Cerro Largo und Maldonado. Der Name wurde 1927 in Lavalleja geändert. Die Hauptstadt Minas wurde um 1784 unter dem Namen „Villa Concepción de Minas“ gegründet. In der Umgebung der Stadt gibt es viele Minen und Stollen, auf die der Name „Minas“ zurückzuführen ist.
Herkunft des Namens
Die Provinz hat ihren Namen zu Ehren von Juan Antonio Lavalleja, der um 1825 als Anführer der sogenannten Dreiunddreißig Orientalen gegen das Kaiserreich Brasilien erfolgreich für die Unabhängigkeit Uruguays kämpfte.

## Infrastruktur

### Bildung
Lavalleja verfügt über insgesamt sieben weiterführende Schulen (Liceos), in denen 4.446 Schüler von 388 Lehrern unterrichtet werden. Das älteste Liceo des Departamentos ist das in der Departamento-Hauptstadt Minas angesiedelte, 1912 gegründete Liceo Liceo Nº 1 Departamental "Instituto Eduardo Fabini". (Stand: Dezember 2008)

### Verkehr
Wichtigste Straßenverbindung ist die Ruta 8, die das Departamento von Südwesten nach Nordosten durchquert.

### Wirtschaft
In der Umgebung von Minas werden Granit und Marmor abgebaut. Tourismus ist ebenfalls eine wichtige Einnahmequelle.

## Einwohnerentwicklung
Während 2004 noch 60.925 Einwohner gezählt wurden, betrug die im Rahmen der Volkszählung des Jahres 2011 ermittelte Einwohnerzahl 58.815. Davon waren 28.793 Männer und 30.022 Frauen.

## Politik
Die Führungsposition der Exekutive des Departamentos, das Amt des Intendente, hat seit 2010 Adriana Peña von der Partido Nacional inne.